# Linea 5 (CFL)
La linea 5 è una linea ferroviaria lussemburghese a scartamento ordinario lunga 18,77 km che unisce la capitale Lussemburgo con il villaggio di Kleinbettingen, presso la frontiera belga. Oltreconfine, la ferrovia prosegue verso Arlon e Namur come linea 162.

## Storia
La linea fu aperta al traffico il 15 settembre 1859 dalla Compagnie des chemins de fer de l'Est. Nel 1956 la ferrovia fu elettrificata con una tensione di 3000 V come le linee della rete belga. Nel 2018 il voltaggio della linea 5 è stata uniformato alle altre ferrovie lussemburghesi, ovvero a 25000 V.